# Daniel Nermark
Daniel Nermark (ur. 30 lipca 1977 w Karlstad) – szwedzki żużlowiec.

## Sukcesy sportowe
- Dwukrotny złoty medalista drużynowych mistrzostw Szwecji (1998, 1999)
- Złoty medalista drużynowych mistrzostw Wielkiej Brytanii (2002)
- Brązowy medalista drużynowego Pucharu Świata (Vojens 2008)
- Złoty medalista indywidualnych mistrzostw Szwecji (Vetlanda 2012).

## Kariera klubowa
Liga polska
- Stal Gorzów Wielkopolski (2003–2004, 2006, 2013)
- KM Ostrów Wielkopolski (2008–2009)
- RKM Rybnik (2010)
- Włókniarz Częstochowa (2011–2012)
- GKM Grudziądz (2014)

Liga brytyjska
- Wolverhampton Wolves (2001–2002, 2004)
- Ipswich Witches (2003)
- Edinburgh Monarchs (2005)
- King’s Lynn Stars (2006–2007, 2012)
- Eastbourne Eagles (2007, 2009)
- Oxford Lions (2007)
- Workington Comets (2008)
- Birmingham Brummies (2011, 2014)